# 朱葆三

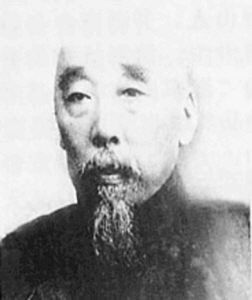
在此填写说明

朱葆三（1848年3月11日—1926年9月2日），名佩珍，字葆三，以字行，浙江定海（时属宁波府）人，清末首富，著名银行业保险业资本家和实业家，精通英语。

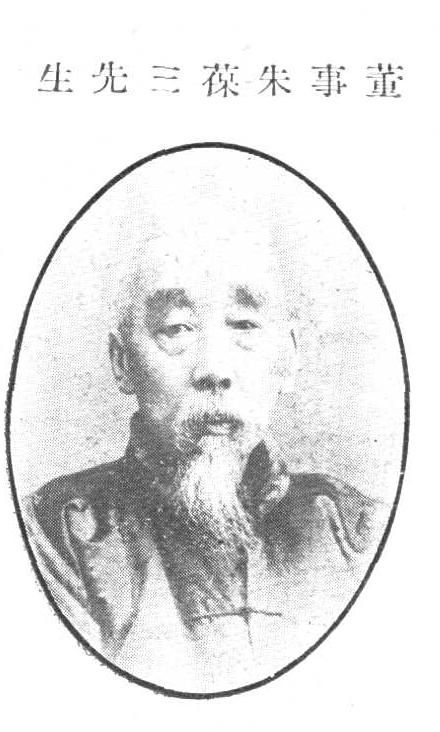

## 身世
少时在上海五金店做学徒，以勤勉好学聞名，其白天刻苦工作，夜间自学英语、珠算、商业尺牍等。

## 实业
朱葆三早年曾任英商平和洋行买办。获权收解上海道（相当于今上海市）道库库银。朱葆三先后独资或合资创办、上海丝织公司、兴办慎裕商行、华安水火保险公司、华商银行、中国通商银行、法商东方航业公司、大连轮步公司、宁绍轮船公司、上海华商电车公司、华商水泥公司、广州自来水厂、浙江兴业银行、四明银行、宁波和丰纱厂等企业30余家。
朱葆三曾被推举为上海商务总会（后该名作上海总商会）协理。上海光复后，出任上海军政府财政正长。民国建立後担任中国国民党上海分部副部长。并任中华银行董事长。

## 历任
- 上海总商会会长
- 全国商会会长
- 宁波旅沪同乡会会长
- 定海旅沪同乡会会长
- 上海商务公所会长

## 慈善
- 1912～1921，9次救济定海灾民。
- 捐资兴办定海申义小学、定海公学。
- 修缮定海南珍桥。
- 捐资创办定海医院。

## 争议
五四运动中，以上海总商会名义通电支持段祺瑞政府，受各界舆论抨击，引咎辞去诸多职务。

## 纪念

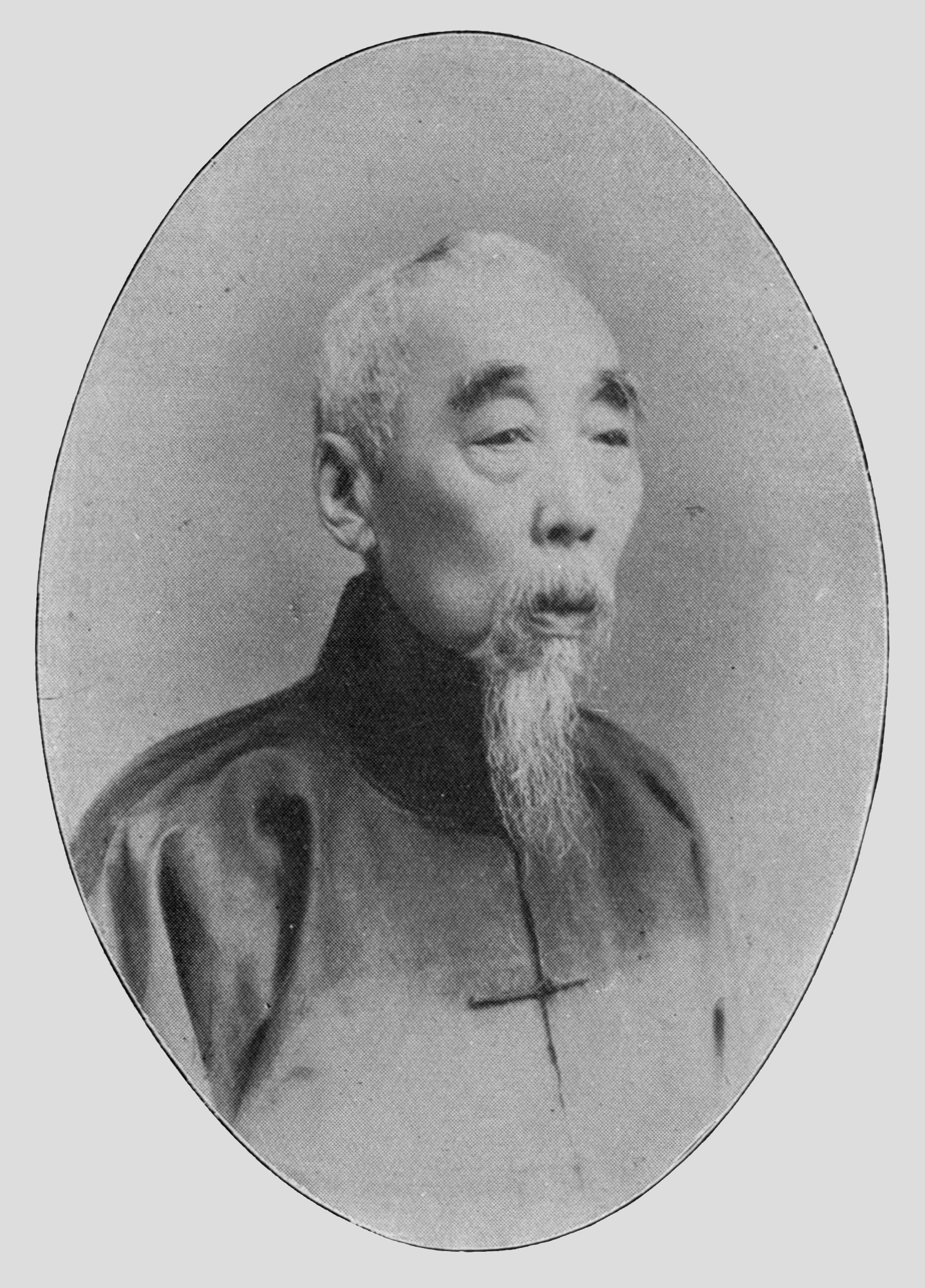

原上海法租界之朱葆三路